# Rachel McAdams
Rachel Anne McAdams (London, 17 de novembro de 1978) é uma atriz canadense. Após ter concluído o curso de teatro na Universidade de Iorque, em 2001, ela trabalhou em produções de televisão e de cinema, como no filme Perfect Pie (pelo qual recebeu uma indicação ao Genie Awards), na comédia My Name is Tanino (2002) e na minissérie Slings and Arrows (em que ganhou o Gemini Awards). Em 2002, seguidamente à sua mudança para Los Angeles, a atriz fez sua estreia no cinema de Hollywood na comédia The Hot Chick.
McAdams logrou êxito em 2004 por interpretar Regina George na comédia Mean Girls, pela qual venceu o Prêmio MTV Movie de Desempenho Feminino Revelação e foi nomeada aos Prêmios Teen Choice de Estrela Feminina Revelação e Melhor Atriz em Comédia, e por seu desempenho como Allison "Allie" Hamilton no drama romântico The Notebook, papel que lhe rendeu uma indicação à categoria de Melhor Atriz e uma vitória à de Melhor Beijo no Prêmio MTV Movie. No ano seguinte, ela estrelou na comédia romântica Wedding Crashers, no suspense Red Eye, pelo qual recebeu uma indicação ao Prêmio Saturno de Melhor Atriz em Cinema, e na comédia-drama The Family Stone. Pelo sucesso alcançado em sua carreira, ela foi descrita pela mídia de Hollywood como a nova "It girl", e recebeu uma indicação ao BAFTA de atriz em ascensão.
Depois de um hiato em sua carreira, cuja duração foi de dois anos, McAdams estrelou, em 2008, dois filmes que receberam lançamento limitado, Married Life e The Lucky Ones. Ela voltou à proeminência em 2009 ao aparecer em State of Play, The Time Traveler's Wife e Sherlock Holmes, que lhe rendeu uma nomeação ao Prêmio Saturno de Melhor Atriz Coadjuvante em Cinema e uma vitória nos Prêmios Teen Choice de Melhor Atriz de Ação. No ano seguinte, a atriz apareceu na comédia Morning Glory. Em 2015, participou da segunda temporada da série True Detective, cuja participação angariou elogios da crítica e fez com que McAdams recebesse uma indicação aos Prêmios Critics' Choice Television de Melhor Atriz em Minissérie ou Telefilme. A atriz recebeu aclamação por parte dos críticos especializados por seu desempenho como a jornalista Sacha Pfeiffer no filme Spotlight, pelo qual foi nomeada aos Prêmios Critics' Choice, Prêmios Satellite, Screen Actors Guild e ao Oscar na categoria de Melhor Atriz Coadjuvante. Em 2016, ela interpretou Christine Palmer no filme Doctor Strange, e, em 2018, estrelou a comédia Game Night, sendo indicada a Melhor Atriz de Comédia em Cinema nos Critics' Choice.
Segundo dados da revista Forbes, McAdams posicionou-se na terceira colocação das atrizes mais rentáveis de Hollywood em 2009 (gerando às produtoras com as quais trabalhou trinta milhões de dólares para cada milhão investido). Em 2017, a revista Time nomeou-a uma das Pessoas do Ano. Desde 2016, ela é uma das pessoas de maior bilheteria de todos os tempos na América do Norte, com seus filmes fazendo mais de 1,6 bilhão de dólares.

## Primeiros anos
Rachel Anne McAdams nasceu em London, Ontário, mas cresceu em St. Thomas. Sua mãe, Sandra (Gale), é uma enfermeira, e seu pai, Lance, um caminhoneiro aposentado, a atriz tem dois irmãos mais novos, Kayleen, uma maquiadora de celebridades, e Daniel, um treinador pessoal. McAdams é descendente de ingleses, irlandeses, escoceses e galeses. Seu quinto bisavó materno, James Gray, foi um Lealista da guarda da Rainha durante a Revolução Americana e fugiu para o Canadá depois das Batalhas de Saratoga. Ela cresceu em uma família protestante, e atualmente é seguidora do cristianismo. Aos quatro anos de idade, começou a praticar patinação artística no gelo, mas recusou uma oportunidade de se mudar para Toronto aos nove anos para treinar patinação profissionalmente. Por conseguinte, o esporte tornou-se apenas um passatempo para atriz. Permaneceu na área do esporte até os dezoito anos, e ganhou prêmios regionais.
Seu interesse pela atuação surgiu aos sete anos e, embora seus pais não a desencorajassem, eles não procuravam um agente para ela. McAdams frequentou os acampamentos de verão da Disney e de Shakespeare; foi educada na Escola Pública de Myrtle Street e, mais tarde, no Central Elgin Collegiate Institute. Ela afirmou que não gostava de trabalhos acadêmicos e muitas vezes fingia estar doente para evitar ir à escola, apesar de ter desempenhado um papel ativo na vida de estudante. Além de praticar esportes (como vôlei, badminton e futebol), McAdams atuou no conselho estudantil, participou do programa Crime Stoppers International e foi membro da Peer mentoring. Ela trabalhou em uma lanchonete da McDonald's por três anos. A partir dos 12 anos, a atriz participou de produções da Original Kids Theatre Company. Na fase final da adolescência, ela dirigiu produções infantis para teatro. Ela também esteve envolvida em produções teatrais escolares, em uma das quais ganhou um prêmio por sua performance no Festival de Drama de Ontario. Sua vontade em trabalhar no teatro também surgiu através de dois de seus professores, que lhe ensinaram inglês e teatro, respectivamente, nas segunda e terceira séries do ensino médio. McAdams pretendia fazer estudos culturais na Universidade do Oeste de Ontário, mas foi influenciada por seu professor de teatro de que a carreira de atriz profissional era uma opção viável. Ela se matriculou em um programa de teatro na Universidade de Iorque e formou-se em Bacharel em Belas Artes em 2001. Enquanto frequentava a universidade, ela trabalhou com a Companhia de Teatro com sede em Toronto.

## Carreira

### 2001–2003: Primeiros trabalhos
Em 2001, McAdams fez sua estreia na televisão como Beth Swanson no episódio piloto da série Shotgun Love Dolls, da MTV, que fora filmada durante a semana de primavera da Universidade de Iorque. Seu início no cinema canadense também se deu naquele ano na comédia My Name is Tanino, uma co-produção ítalo-canadense filmada na Sicília quando a atriz tinha 22 anos e foi a primeira vez em que ela entrou em um avião. Posteriormente, McAdams ganhou uma indicação aos Prêmios Genie por seu papel no drama Perfect Pie. Em 2002, ela mudou-se para Los Angeles, onde fez sua estreia no cinema hollywoodiano com Rob Schneider e Anna Faris na comédia The Hot Chick, a qual McAdams descreveu como um "grande marco" em sua carreira. Nela, a atriz interpretou uma estudante colegial que troca corpos com a personagem de Schneider, um criminoso de pequeno porte. Kevin Thomas, do Los Angeles Times, sentiu que ela "surge como uma jovem atriz de muita promessa", enquanto, para o Daily Mail, Christopher Tookey descreveu McAdams e Faris como "talentos para assistir, mas são decepcionadas por tudo que está em sua volta". O filme arrecadou 54 milhões de dólares em todo o mundo. Subsequentemente, McAdams retornou ao Canadá para estrelar como Kate McNab em Slings and Arrows, uma minissérie de comédia sobre a vida nos bastidores do teatro do fictício Festival de New Burbage Shakespearean. Ela retornou à segunda temporada do programa após seu sucesso nos Estados Unidos, e recebeu duas indicações aos Prêmios Gemini por seu trabalho, com uma vitória.

### 2004–2005: Chegada ao estrelato
Seu papel revelação veio em 2004, quando estrelou o filme de comédia Mean Girls, baseado no livro Queen Bees and Wannabes, de Rosalind Wiseman, no qual contracenou com Lindsay Lohan, Lacey Chabert e Amanda Seyfried. McAdams tinha 25 anos quando foi escalada para ser a "abelha rainha" do ensino médio Regina George. Para o papel, ela baseou-se no desempenho de Alec Baldwin no drama Glengarry Glen Ross (1992). Originalmente, Lohan foi requisitada para interpretar Regina, mas o produtor Lorne Michaels e o diretor Mark Waters convenceram Tina Fey, roteirista e intérprete de Srt.ª Sharon Norbury, a fazer Lohan viver Cady, a protagonista. Por sua vez, McAdams foi, inicialmente, requisitada para viver Cady, porém, devido à sua idade — 24 anos, à época — os diretores cogitaram a possibilidade de ela viver Regina, pois transmitiria uma imagem mais intimidadora — necessária à personagem. As audições de Lohan e McAdams foram, porém, as responsáveis por definir as personagens de cada uma. Enquanto McAdams transmitiu uma imagem mais ameaçadora, Lohan mostrou-se tímida diante da atriz e isto, combinado à sua idade — 17 anos, à época —, resultou com a inversão dos papéis. Mike Clark, do USA Today, elogiou seu "estilo cômico", ao passo que Jenny McCartney, do The Daily Telegraph, considerou-a "maravilhosamente detestável". Escrevendo ao San Francisco Chronicle, Mick LaSalle sentiu que "McAdams traz glamour e magnetismo para Regina, embora indicia uma certa distância cômica". O filme arrecadou 129 milhões de dólares em todo o mundo e rendeu-lhe dois MTV Movie Awards na edição de 2005 de Melhor Revelação Feminina e Melhor Equipe (compartilhado com as supracitadas atrizes) e uma indicação a Melhor Vilã; aos Prêmios Teen Choice, foi nomeada a cinco categorias. Mean Girls alcançou mais tarde o 12.º lugar na lista dos "Melhor Filmes sobre o Colegial de Sempre" compilada pelo periódico Entertainment Weekly. Fey creditou à McAdams como quem lhe ensinou a atuar em frente às câmeras ao invés de [atuar] apenas para uma audiência: "Ela é uma atriz de cinema. Ela não é agressiva. Então aprendi essa lição ao observá-la". A personagem Regina George tornou-se um ícone, e é considerada pelos críticos um dos vilões mais notáveis dos filmes dos anos 2000.

McAdams e Gosling em 2005.

Ainda em 2004, McAdams estrelou ao lado do ator canadense Ryan Gosling no drama romântico The Notebook, baseado no romance de mesmo nome de Nicholas Sparks. Ela interpretou Allie Hamilton, uma rica garota que tem um caso proibido com o pobre trabalhador Noah Calhoun. A atriz passou algum tempo em Charleston, Carolina do Sul, antes das filmagens iniciarem para familiarizar-se com o sotaque do sul, além de ter tido aulas de balé e etiqueta. As gravações ocorreram do final de 2002 ao início de 2003. Embora McAdams e Gosling tenham se envolvido romanticamente em 2005, eles tiveram um relacionamento conflituoso no set. "Inspiramos o pior um no outro", disse o ator, e completou: "Foi uma experiência estranha, fazer uma história de amor e não se dar bem com a sua co-estrela de forma alguma." Em um momento, ele pediu ao diretor do filme, Nick Cassavetes, para "trazer alguém para a minha tomada fora da câmera" porque ele achava que McAdams não estava cooperando. Stephen Holden, do New York Times, elogiou o desempenho "espontâneo e intenso" de ambos, já o crítico Roger Ebert, do Chicago Sun-Times, foi conquistado pela "beleza e clareza" da atuação de McAdams. Para o Chicago Tribune, Michael Wilmington descreveu-a como "uma verdadeira descoberta" que "infunde a jovem Allie com aquela graça e encanto irradiantes, sem fôlego, que arrebentam corações". Peter Lowry, do Film Threat, elogiou o desempenho da dupla e escreveu: "Gosling e, especialmente, McAdams dão performances de estrelas." A produção arrecadou mais de 115 milhões de dólares e McAdams ganhou um MTV Movie Award e quatro Prêmios Teen Choice Awards. Entertainment Weekly disse que o filme contém o Melhor Beijo da História do Cinema e incluiu Allie e Noah em sua lista dos "100 Maiores Personagens dos últimos 20 anos". The Notebook apareceu em muitas listas dos Filmes mais Românticos. "Sou muito grata por ter [em meu currículo] um filme que as pessoas reagem dessa maneira. Foi uma grande coisa", declarou McAdams à Elle em 2011.
Em 2005, McAdams estrelou com Owen Wilson, Vince Vaughn e Bradley Cooper na comédia romântica Wedding Crashers, em que interpretou Claire Cleary, a filha de um político influente, a qual entra em um triângulo amoroso com as personagens de Wilson e Cooper. A atriz ouviu repetidamente a canção "Landslide" (1975), de Fleetwood Mac, para preparar-se para cenas emocionantes, e Wilson disse que a música a fez chorar imediatamente: "Foi como ligar uma torneira". Para uma sequência em que sua personagem diz ser uma marinheira verídica, a atriz treinou navegação para ganhar uma certificação de pilotagem. Manohla Dargis, do The New York Times, sentiu que McAdams "aproveita ao máximo sua personagem subdesenvolvida" e "torna-se mais atraente a cada novo papel". À Variety, Brian Lowry observou-a com "uma presença sedutora" que "na verdade cria uma personagem real — uma raridade para personagens femininas nesse tipo de aventura". Com um orçamento de 40 milhões de dólares, o filme arrecadou mais de 285 milhões ao redor do mundo.
Em seguida, McAdams estrelou ao lado de Cillian Murphy no thriller psicológico Red Eye, dirigido por Wes Craven, no qual interpretou uma gerente de hotel que é mantida refém por um agente terrorista enquanto estava a bordo de um voo noturno. Craven disse que ela foi a única atriz que ele considerou para o papel, e o que a atraiu foram as qualidades relacionáveis de sua personagem: "Fiquei tão aliviada que ela não era uma mulher desagradável. Eu acho que torna mais fácil para o público compartilhar seu terror e medo." Robert Koehler, da Variety, sentiu-a "cada vez mais impressionante"; Roger Ebert afirmou que "ela traz mais presença e credibilidade ao seu papel do que realmente se espera; ela atua sem trair a menor consciência de que está dentro de um gênero. Sua performance a qualifica para papéis maiores". Após seu lançamento, o filme, que fora feito com um orçamento de 26 milhões de dólares, arrecadou mais de 95 milhões nas bilheterias mundiais. No final de 2005, McAdams estrelou com Diane Keaton e Sarah Jessica Parker no drama familiar The Family Stone, que lhe deu a oportunidade de interpretar uma garota desleixada e sardônica, em vez da habitual namorada ou esposa. Ela estava ansiosa para trabalhar com Keaton e comentou: "Nunca é sobre a quantidade de diálogos para mim. É sobre as pessoas com quem trabalharei". Justin Chang, da Variety, observou que "McLams, menos glamourosa mas ainda radiante, prova mais uma vez que ela é o verdadeiro negócio, apresentando um desempenho deliciosamente briguento". Manohla Dargis notou que sua "presença envolvente prende a atenção e simpatia do público, apesar da desvantagem apresentada pela personalidade de sua personagem." O filme foi um sucesso comercial: custou dezoito milhões de dólares e arrecadou mais de 92 milhões em todo o mundo.
Ao lado das atrizes Elisha Cuthbert e Charlize Theron, McAdams esteve cotada para interpretar a personagem Susan Storm no filme Fantastic Four (2005).

### 2006–2010: Pausa na carreira e retorno à proeminência

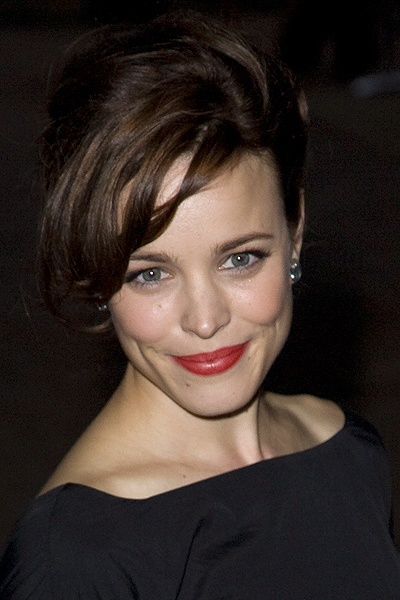
McAdams no Festival Internacional de Cinema de Toronto, setembro de 2007.

Nesse ponto de sua carreira, McAdams foi apelidada a nova "It girl de Hollywood" e "a próxima Julia Roberts". Em dezembro de 2005, a Vanity Fair convidou-a, juntamente com as atrizes Scarlett Johansson e Keira Knightley, para aparecer em sua capa na edição de março de 2006. Após chegar no estúdio de fotos, McAdams descobriu que era uma sessão de nudez, recusou e saiu. Mais tarde, ela rompeu com seu agente, para quem não informou com antecedência. Knightley contou posteriormente: "'Muito cedo', foi o que Rachel apenas disse. 'Não, eu não estou nisso'. Ela é uma garota adorável e eu realmente a respeito por fazer isso." Quando perguntada sobre o ocorrido, em 2008, McAdams afirmou não se arrependeu. Ela fez uma pausa em sua carreira cinematográfica de 2006 a 2007. "Havia muitas vozes ao meu redor, e eu queria me afastar para ouvir minha própria voz novamente. Na verdade, eu nunca quis ser uma grande estrela de cinema. Eu nunca quis trabalhar fora do Canadá ou fora do teatro", disse a atriz em 2013. Durante esse período de recesso, McAdams recusou papéis nos filmes The Devil Wears Prada, Casino Royale, Mission: Impossible III e Get Smart. Em fevereiro de 2006, ela fez uma aparição no espetáculo teatral Os Monólogos da Vagina em St. Lawrence Centre for the Arts, para arrecadar fundos para o Dia dos Namorados. Nesse mesmo ano, ela recebeu uma indicação ao prêmio Melhor Estrela em Ascensão da Academia Britânica de Artes Cinematográficas e Televisivas e apresentou o Oscar de Realização Técnica.
McAdams retornou à sua carreira cinematográfica em 2008. Estrelou com Chris Cooper, Patricia Clarkson e Pierce Brosnan o filme noir Married Life, em que interpretou a viúva Kay Nesbitt. Durante o processo de preparação para o papel, a atriz estudou filmes antigos, particularmente os que Kim Novak estrelaram. Ela disse que a filmagem foi re-energizada e re-inspirada nela, o que aumentou seu desejo de voltar a trabalhar novamente com mais frequência. Lisa Schwarzbaum, do Entertainment Weekly, considerou McAdams "uma visão particularmente prazerosa após seu intervalo de dois anos". Em sua publicação à Variety, Todd McCarthy criticou sua interrupção na carreira, mas sentiu que, apesar de um desempenho de "sentimento delicado, sua natural vivacidade e espontaneidade são presas ao corpo" por causa do próprio gênero noir. O filme teve um lançamento limitado e foi um fracasso na bilheteria, em que arrecadou pouco mais de dois milhões de dólares em todo o mundo, por conseguinte, não conseguiu recuperar seu orçamento de produção de doze milhões.
Posteriormente, estrelou com Michael Peña e Tim Robbins na dramédia The Lucky Ones (2008), cujo enredo gira em torno de três soldados durante a Guerra do Iraque com viagem marcada para voltar aos Estados Unidos. Antes das gravações, a atriz preparou-se em um campo de treinamento localizado em Fort Campbell, Kentucky. Em 2011, McAdams disse que Colee Dunn foi "provavelmente uma das personagens mais favoritas que eu já interpretei". O filme também teve um lançamento limitado e Laura Kern, do The New York Times, notou-a "brilhante como sempre", enquanto Roger Ebert elogiou o desempenho como "sua maioridade como uma atriz". "Anteriormente, ela era vista principalmente como atraente ou uma namorada idealizada", escreveu ele. "Aqui ela é mal-humorada, vulnerável, corajosa, calorosa, engraçada ... Veja a pungência da cena quando ela conhece a família do namorado." Owen Gleiberman, do Entertainment Weekly, descreveu-a como "briguenta, linda e tão mercurial quanto um círculo de humor". Até 2012, The Lucky Ones representava o filme de menor sucesso comercial da carreira de McAdams, tendo arrecadado apenas 266.967 dólares.
Em 2009, McAdams estrelou ao lado de Ben Affleck, Helen Mirren, Jason Bateman e Russell Crowe no suspense político State of Play, baseado na série de televisão da BBC de mesmo nome. A atriz interpretou Della Frye, uma repórter que investiga uma possível conspiração com a personagem de Crowe, um jornalista veterano. McAdams visitou os escritórios do The Washington Post e se reuniu com políticos na Colina do Capitólio para realizar sua pesquisa. Owen Gleiberman declarou que ela foi "perfeitamente escolhida como a ambiciosa jornalista", e Sukhdev Sandhu, do The Daily Telegraph, observou que "McAdams, com seus olhos vívidos e testa larga e expressiva, se agarra a Crowe. Felizmente, ela evita qualquer tentação de brincar de mulher e recata para seu macho alfa grisalho." O filme arrecadou mais de 87 milhões de dólares em todo o mundo.
Ainda naquele ano, a atriz contracenou com Eric Bana no drama romântico de ficção científica The Time Traveler's Wife, baseado no livro de Audrey Niffenegger de mesmo nome. McAdams ficou "loucamente apaixonada" com o romance, mas esteve inicialmente um pouco indecisa em aceitar o papel porque Clare Abshire, a esposa da personagem principal, é uma "personagem que as pessoas já criaram em suas cabeças". Em sua revisão ao Los Angeles Times, Betsy Sharkey achou-a "um destaque, [ainda] que, infelizmente, sua facilidade como atriz é em grande parte desperdiçada." Escrevendo ao Chicago Tribune, Michael Phillips afirmou: "Cada cena em que ela aparece, mesmo as bobas, torna-se melhor porque ela está lá. O trabalho parece emocionalmente espontâneo, mas tecnicamente preciso. Ela tem um toque incomumente fácil tanto com a comédia quanto com o drama, e nunca mantém um momento melodramático recluso." Em uma avaliação mais negativa à Rolling Stone, Peter Travers disse que: "Assistia a vibrante Rachel McAdams e Eric Bana em qualquer coisa, mas The Time Traveler's Wife continuava a insistir nisso. O filme foi um sucesso comercial, e angariou mais de 101 milhões de dólares.

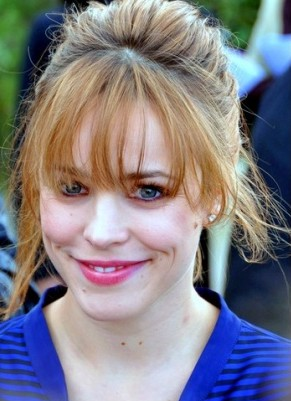
A atriz no Festival de Cinema Americano de Deauville.

No final do supracitado ano, McAdams estrelou ao lado de Robert Downey Jr. e Jude Law o filme de mistério/ação-aventura Sherlock Holmes, no qual interpretou Irene Adler, uma antagonista e interesse amoroso da personagem de Downey, Sherlock Holmes. A atriz agradeceu a oportunidade de interpretar uma personagem que é "sua própria chefe e é um verdadeiro espírito livre". Todd McCarthy, da Variety, sentiu que a personagem "não estava muito bem integrada ao resto da história, uma falha que a normalmente engenhosa McAdams é incapaz de fazer muito a respeito". Ao The New York Times, A. O. Scott declarou: "Srta. McAdams é uma atriz perfeitamente charmosa e se apresenta como a terceira roda desse triciclo bromance-ação. Mas Irene se sente mais como um artifício comercial cínico. Ela oferece uma coisinha para as garotas e também algo para os rapazes, os quais podem apreciar lutas, explosões, armas e perseguições e também gostar de meninas". Por sua atuação, foi indicada ao Prêmio Saturno de Melhor Atriz Coadjuvante em Cinema e ganhou os Prêmios Teen Choice de Melhor Atriz de Ação. O filme foi um grande sucesso comercial, lucrou mais de 524 milhões de dólares nas bilheterias mundiais.
Em 2010, McAdams atuou com Harrison Ford e novamente com Diane Keaton na comédia Morning Glory, em que interpretou uma produtora de televisão que é contratada para melhorar a baixa audiência de um programa matinal de televisão. O filme foi anunciado como um star vehicle para McAdams. Ela inicialmente sentiu-se inadequada para o papel, dizendo: "Eu não sou engraçada. Então eu disse: 'Se tu precisas de mim para ser engraçada, podes pensar em procurar outro alguém em outro lugar'". O diretor da produção, Roger Michell, jantou várias vezes com a atriz, até que finalmente convenceu-a a se juntar ao elenco. Desde que trabalhou com Keaton, McAdams descreveu-a como uma figura mentora. Kenneth Turan, do Los Angeles Times, disse que McAdams "dá o tipo de performance que faz-nos ir ao cinema", Roger Ebert observou que ela interpretou "o papel principal tão adoravelmente como nenhuma outra pessoa desde Amy Adams em Junebug". Em sua avaliação ao New York Post, Lou Lumenick ficou impressionado com "seu dom para a comédia física", igualmente ficou Andrew Barker, da Variety. Manohla Dargis reconheceu que ela "desempenha seu papel excepcionalmente bem [...] e é facilmente simpática", e pediu a Hollywood que desse-lhe papéis "dignos" de seu talento. "Srta. McAdams tem que confiar em suas covinhas para sobreviver. [Sim], ela o faz, mas poderia fazer melhor." De um orçamento de 40 milhões de dólares, o filme arrecadou 58 milhões. A atriz posteriormente expressou sua decepção de que o filme não conseguira angariar um público maior.

### 2011–2014: Trabalho comauteures
Em 2011, McAdams estrelou no papel de Inez na comédia romântica Midnight in Paris, em que atuou ao lado de Michael Sheen e novamente com Owen Wilson, a qual estreou no Festival de Cannes de 2011. O diretor Woody Allen escreveu o papel de McAdams depois de ouvir "ótimos relatos" dela vindos de sua amiga de longa data Diane Keaton, e disse que estava "louco por Rachel" e queria dar-lhe a oportunidade de interpretar algo diferente de "garotas bonitas". O filme foi filmado em Paris e McAdams disse que a experiência "sempre terá um ótimo lugar em meu coração". Para o The Guardian, Hadley Freeman criticou que ela "se transformou da amável garota de Wedding Crashers à cadela destruidora de sonhos que, de acordo com comédias americanas, as mulheres assim se tornam uma vez que garantem seu homem". Richard Corliss, da Time, "sentiu pena de McAdams, cuja presença geralmente ganhadora [em outros filmes] é um clichê hostil [aqui]". No entanto, em sua resenha ao Los Angeles Times, Kenneth Turan sentiu que a atriz "habilmente lida com um papel que é menos amável do que está acostumada a representar", e A. O. Scott achou-a "soberbamente apressada". Tornou-se o filme de maior bilheteria de Allen na América do Norte e foi o filme independente de maior sucesso comercial do ano. Com um orçamento de dezessete milhões de dólares, arrecadou mais de 151 milhões em todo o mundo. Juntamente com seis outros colegas de elenco, McAdams recebeu uma indicação aos Prêmios Screen Actors Guild de 2012 na categoria de Melhor Elenco em Cinema e o diretor ganhou o Oscar de Melhor Roteiro Original; o filme foi indicado a outros três prêmios da Academia, incluindo Melhor Filme.

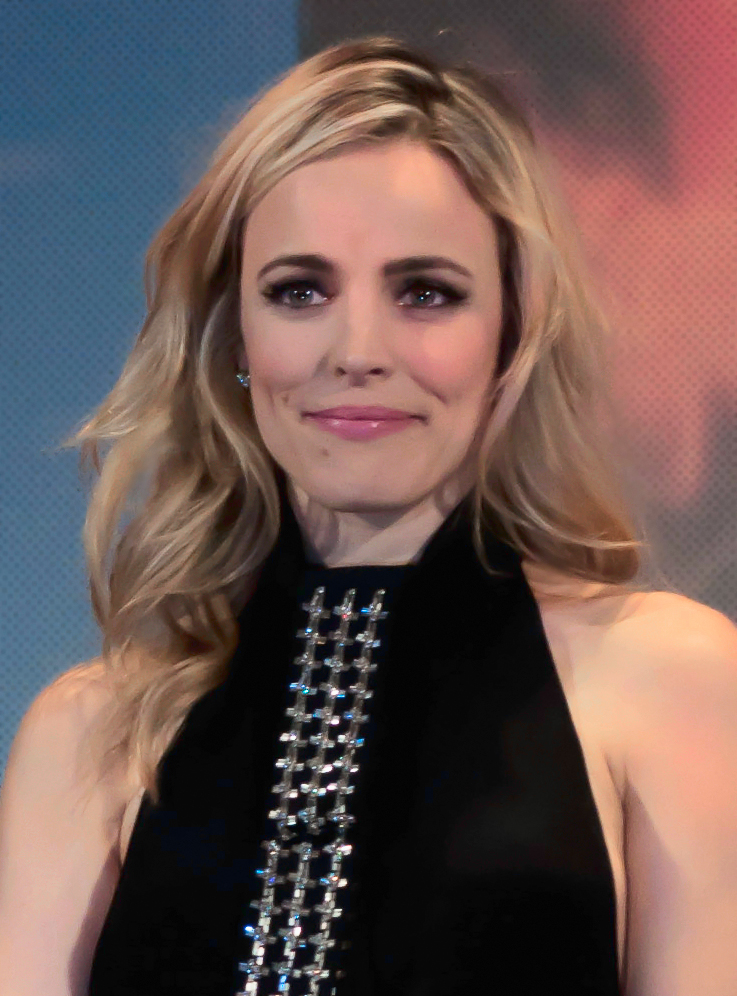
McAdams durante o lançamento do filme Passion em 2012.

Ainda em 2011, ela reprisou seu papel como Irene Adler na sequência de Sherlock Holmes (2009) intitulada Sherlock Holmes: A Game of Shadows, mas o papel principal feminino foi interpretado por Noomi Rapace. Joel Silver, produtor do filme, disse que "nós sempre pretendíamos ter uma garota diferente para cada filme" na veia das Bond girls, contudo achou "complicado" persuadi-la a retornar em um papel menor: "Ela adorava estar conosco, mas esperava que teria uma participação maior". Joe Morgenstern, do The Wall Street Journal, notou que "McAdams desaparece muito cedo nesta sequência superproduzida e auto-encantada, assim como o espírito de invenção brilhante que fez do filme anterior uma surpresa tão agradável". Ao The Huffington Post, Scott Mendelson observou que a atriz "exibe muito mais personalidade e charme malandro em seus poucos momentos aqui do que em todo o filme anterior. Libertada das restrições de ser o interesse amoroso de fato, McAdams aprecia a chance de ser uma completa vilã." O filme angariou mais de 543 milhões de dólares ao redor do globo.
Em 2012, McAdams contracenou com Channing Tatum no drama romântico The Vow, cujo enredo gira em torno de um casal recém-casado que tenta reconstruir seu relacionamento depois que um acidente de carro deixa a esposa sem lembranças de quem ela é ou de seu matrimônio. A atriz interessou-se por causa dos "altos e baixos" enfrentados por sua personagem e achou interessante o fato de a história ser contada "através de uma pespercitiva masculina". A. O. Scott, em sua avaliação ao The New York Times, afirmou que "a dócil e adorável Rachel McAdams traz bastante charme físico e calor emocional para desviar a atenção [do público] para a produção e enredo pobres [do filme]". Joseph Amodio, do Newsday, sentiu que ela, "exalando sua estranha afeição incomum", "é o verdadeiro atrativo". No entanto, Betsy Sharkey, do Los Angeles Times, observou que ela fora "desperdiçada" no papel: "Ela é uma atriz tão atraente que é difícil não querer outra pessoa para se fazer um melhor uso dela". À revista Time, Mary Pols achou o filme um exemplo de "cosplay" de McAdams em filmes "descaradamente românticos" e afirmou que "ela é uma atriz muito mais versátil e inteligente" do que tais projetos sugeririam. O filme, financiado por 30 milhões de dólares, foi um grande sucesso comercial e tornou-se o maior sucesso de bilheteria da atriz em um papel principal. Ele liderou as bilheterias dos Estados Unidos e arrecadou mais de 196 milhões. McAdams fez testes para a personagem Tiffany Maxwell no filme Silver Linings Playbook (2012).
Em abril de 2013, McAdams co-estrelou ao lado de Ben Affleck no drama romântico To the Wonder, de Terrence Malick, no qual interpretou uma trabalhadora de fazenda de cavalos em Oklahoma e o interesse amoroso da personagem de Affleck. Após seu lançamento limitado nos Estados Unidos, o filme recebeu avaliações mistas dos críticos de cinema e arrecadou 154.880 dólares. Oliver Lyttelton, do IndieWire, observou que "McAdams tem menos cenas comparado com os [outros atores] principais, mas é maravilhosamente incrível e triste em suas breves aparições". Em seguida, ela estrelou, ao lado de Noomi Rapace, o suspense erótico Passion, de Brian De Palma, em que interpretaram duas executivas de negócios envolvidas em uma luta pelo poder. A escolha por McAdams pelo diretor foi após ele assistir ao seu desempenho em Mean Girls. O filme foi lançado em cinemas selecionados e recebeu críticas medianas dos críticos. Owen Gleiberman observou que McAdams "usa seu sorriso sensual e se entrega enfaticamente com garras a um tipo de chefe encrenqueira", enquanto Robert Abele, do Los Angeles Times, observou: "McAdams e Rapace estão estranhamente desajeitadas e descontroladamente insensatas — [parecem] mais irmãs de fraternidade em uma disputa do que antagonistas em busca de poder entre gerações." A atriz também está ligada na adaptação cinematográfica The Emperor's Children. O filme, com roteiro de Noah Baumbach e dirigido por Scott Cooper, segue as vidas de três amigos privilegiados que vivem em Manhattan nos meses que antecederam aos ataques de 11 de setembro. Emma Thompson, Keira Knightley e Richard Gere também estão associadas ao projeto, que começou a ser rodado em abril de 2012. Em junho de 2013, McAdams foi escalada para a versão animada de The Little Prince; outros atores envolvidos incluem Marion Cotillard, Jeff Bridges e James Franco.
No final de 2013, McAdams estrelou About Time, uma comédia romântica escrita e dirigida por Richard Curtis, na qual contracenou com Domhnall Gleeson. Zooey Deschanel foi originalmente escalada para interpretar o papel daquela, mas desistiu pouco antes do início das filmagens. Considerada fã de Curtis por anos, McAdams queria trabalhar com ele no que ele afirmou que seria seu último projeto como diretor. O filme foi um sucesso comercial nas bilheterias internacionais, e a atriz foi elogiada pelos críticos de cinema, com Leslie Felperin, da Variety, elogiando-a e Gleeson por sua "química radiante e credível" que "mantém o filme no ar." No ano seguinte, McAdams estrelou ao lado de Philip Seymour Hoffman em A Most Wanted Man, dirigido por Anton Corbijn. A tentativa da atriz em falar com sotaque alemão foi criticada por alguns analistas. À Vanity Fair, Richard Lawson observou que ela teve "um pouco menos sucesso com seu sotaque" do que seu colega Hoffman, no entanto ela "se mostra uma presença inteligente, emotiva e magnética como sempre". No final de 2014, McAdams recebeu uma estrela na Calçada da Fama do Canadá.

### 2015–2017:Spotlighte outros projetos

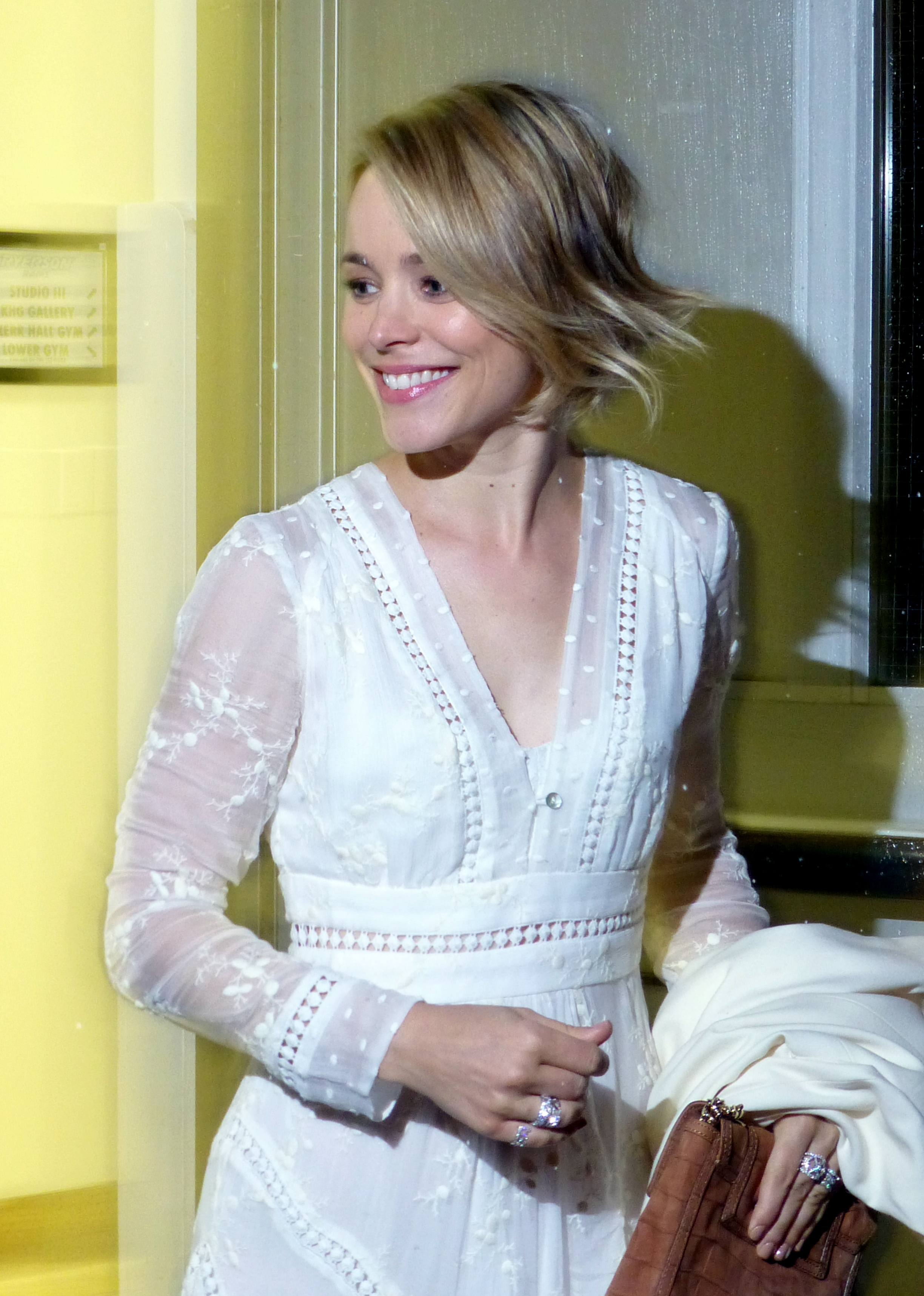
McAdams no Festival de Toronto de 2015

Em 2015, McAdams interpretou a jornalista Sacha Pfeiffer, ao lado de Michael Keaton, Mark Ruffalo e Stanley Tucci, em Spotlight, filme que retrata a história real de uma equipe de jornalistas do jornal The Boston Globe que investigou casos de abusos sexuais de menores e pedofilia por parte de membros da arquidiocese católica de Boston. Para preparar-se ao papel, a atriz passou um tempo conversando e ouvindo relatos de Pfeiffer. O filme foi aclamado pela crítica universal, principalmente por sua história detalhada e as performances do elenco. Justin Chang, da revista Variety, sentiu que McAdams "entrou no papel com sensibilidade e determinação"; no entanto, ele ficou surpreso com sua subsequente indicação ao Oscar: "[Sua performance] tem o tipo de sutileza refinada que os eleitores [da Academia] raramente notam. Dê uma outra olhada na cena em que ela gentilmente encoraja habilmente um sobrevivente de abuso a expor seus segredos mais lacerantes — uma pequena aula de mestre sobre como o simples ato de ouvir pode se tornar um veículo para a compaixão." No dia 30 de outubro de 2015, a mesma revista lançou uma compilação das "11 atuações que mereciam uma indicação ao prêmio" e McAdams foi incluída. A decisão da publicação em integrá-la foi devido o momento em que sua personagem, ao bater à porta de um padre idoso acusado de pedofilia, confronta-o e faz com que ele confessa as acusações com naturalidade, "ela dá conta de todas as nuances de sua personagem repórter de jornal: o embaralhar frenético de notas, o modo como faz-lhe as perguntas e o gesto de assentimento com a cabeça estoico com intenção de disfarçar a súbita onda de adrenalina em suas bochechas. Spotlight é principalmente composto por um elenco masculino, mas a jornalista solteira de McAdams é minha performance favorita no filme. Depois de Mean Girls e The Notebook, este é o retorno da atriz que Hollywood estava esperando." Cinco dias antes do anuncio dos indicados, em 9 de janeiro de 2016, Amy Mackelden, editora do site Bustle, colocou-a em sua publicação de mesmo nome. Em 14 de janeiro, uma quinta-feira, foram divulgados os nomes de todos os indicados à edição 2016 da premiação, mas McAdams ignorou o fato de que sua performance no filme poderia ser uma das escolhidas para disputar a estatueta. "Não se tratava de desprezo ou boicote ao Oscar, e sim de desatenção". Ela esperava comemorar um possível reconhecimento à sua atuação na sexta-feira (15), por isso estava dormindo na hora dos anúncios e só ficou sabendo da honraria ao ser surpreendida com um telefonema de sua assessora de imprensa e mensagens de conhecidos, às 5h45. "Eu pensei que houvesse algum evento catastrófico no mundo", afirmou. Além de sua indicação ao Oscar de Melhor Atriz Coadjuvante, recebeu nomeações aos Prêmios Escolha dos Críticos de Cinema de Melhor Atriz Coadjuvante, aos Prêmios Satellite na mesma categoria, e aos Prêmios Screen Actors Guild de 2016, no qual foi nomeada a Melhor Atriz em Papel Coadjuvante e ganhou, com seus colegas, Melhor Elenco em Cinema.
Ela apareceu em outros três filmes lançados naquele ano. Em Aloha, estrelou com Emma Stone, John Krasinski e, novamente, com Bradley Cooper, em que interpretou a ex-namorada da personagem de Cooper, que é casada com a personagem de Krasinski e têm dois filhos. Apesar da recepção negativa e controvérsia da crítica e do público em relação ao filme, McAdams foi elogiada. Wesley Morris, de Grantland, comentou: "Alguém pode dizer os diálogos de [Cameron] Crowe realmente ajuda, [mas] McAdams pode ser a melhor [personagem] que ele já teve ... [Ela] coloca a quantidade perfeita de ar em suas falas, dando às palavras uma leveza que combina otimismo, diversão e resignação. Ela nunca pareceu mais bonita, mais instintiva ou mais presente". Em sua resenha ao Los Angeles Times, Mark Olsen sentiu que a atriz "provavelmente interpreta a personagem feminina mais forte e mais completa que Crowe já criou, uma mulher de repente fica cara a cara com a vida que ela tem e a que ela poderia ter tido, e a atriz traz um realismo, não [parecendo] forçada para o papel que é um prazer assistir".

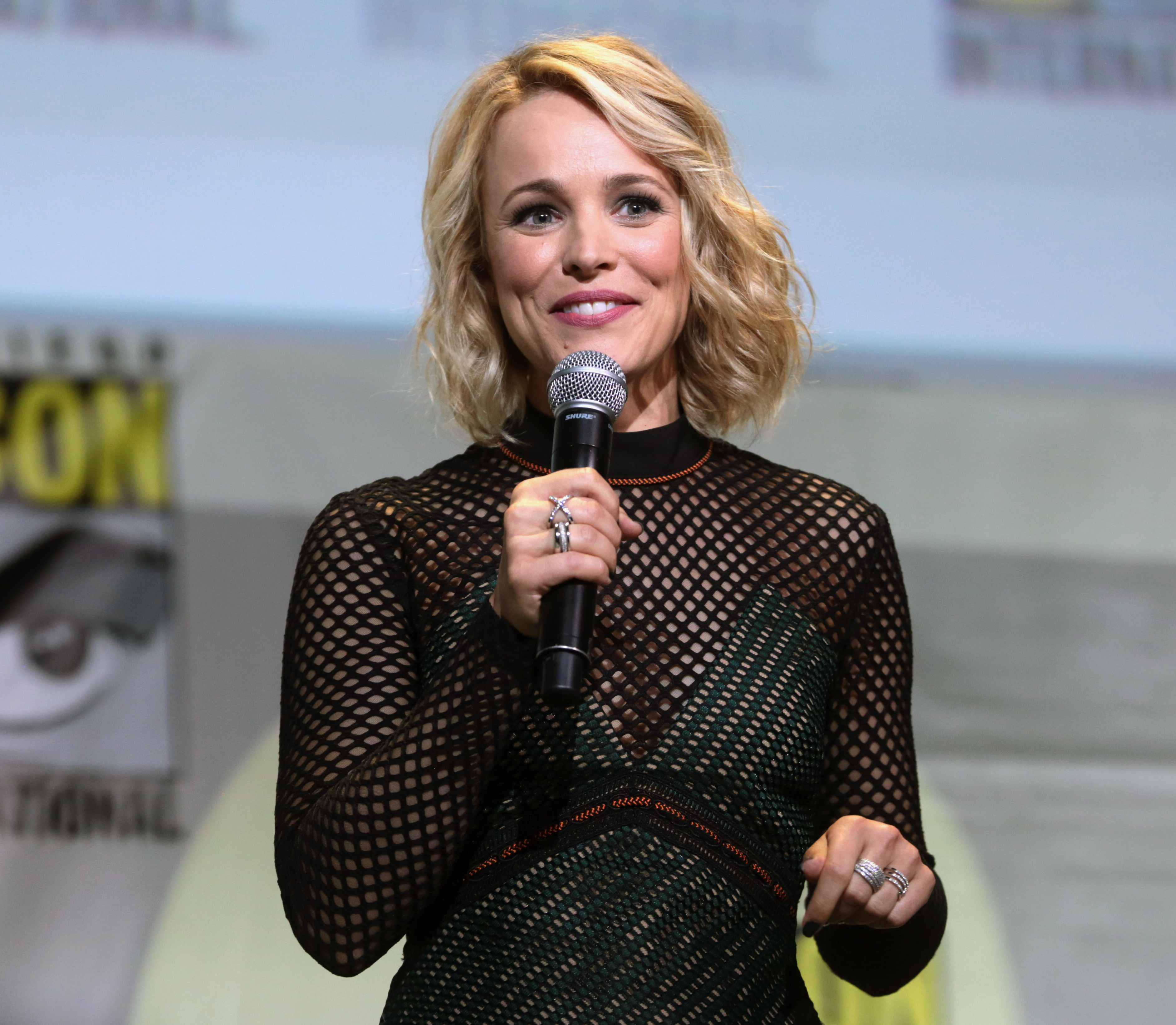
McAdams na divulgação de Doctor Strange no Centro de Convenções de San Diego em julho de 2016

McAdams co-estrelou com Jake Gyllenhaal no filme Southpaw, o qual recebeu críticas mistas, mas A. O. Scott admitiu que "Ele apresenta atores muito atraentes. Há coisas piores para ver nos cinemas do que a Srta. McAdams interpretando uma chata atrás de seu homem." Ela co-estrelou com James Franco, Charlotte Gainsbourg e Marie-Josée Croze no drama Every Thing Will Be Fine, que recebeu um lançamento limitado nos Estados Unidos em dezembro de 2015. Guy Lodge, da Variety, comentou: "A pobre McAdams, com cabelos sensíveis e um sotaque verdadeiramente bacana, continua sua cruel série de interesses amorosos carentes e descartados em grandes projetos de auteures." Nesse mesmo ano, a atriz voltou à televisão e estrelou como a detetive Ani Bezzerides na segunda temporada de True Detective, da HBO, ao lado de Vince Vaughn, Colin Farrell e Taylor Kitsch. Apesar da recepção mista da temporada, o desempenho de McAdams foi elogiado. Richard Vine, do The Guardian, comentou: "Se há alguém com alguma chance de desfrutar de uma McConaughaissance aqui, provavelmente é McAdams — uma atriz cujos personagens são mais geralmente associados com a morte do romcom do que assassinatos envolvendo pessoas com olhos queimados pelo ácido. Aqui, Ani é uma bagunça convincente". Por sua atuação, recebeu uma indicação aos Critics' Choice Television Awards de Melhor Atriz em Filme/Minissérie. Ainda em 2015, McAdams participou de uma leitura ao vivo do LACMA intitulada Live Read, na qual interpretou a Buttercup/Princesa prometida do filme The Princess Bride (1987).
No ano seguinte, McAdams dublou A Mãe da Menina em Le Petit Prince e co-estrelou com Benedict Cumberbatch no filme Doctor Strange. Em sua resenha à Variety, Peter Debruge disse que a atriz interpretou "a mais competente — e humana — das atraentes namoradas da Marvel", enquanto, para o IndieWire, Gregory Ellwood comentou: "Escusado será dizer que McAdams nunca receberá o crédito que ela merece por transformar o mal-esboçado papel de Christine Palmer em uma personagem tridimensional cativante que parece parte integrante do enredo, mesmo quando ela não é." Também em 2016, McAdams narrou uma versão livro falado do romance Anne of Green Gables, de L. M. Montgomery, lançada pela Audible.

### 2018–presente: projetos recentes
Após um afastamento das telas por um ano, McAdams co-estrelou com Jason Bateman o filme Game Night (2018). Glenn Kenny, do The New York Times, disse que o filme serviu como um "lembrete de que ela é uma das atrizes cômicas mais talentosas e atraentes do cinema. É quase doloroso contemplar o quão incrível ela seria em uma nova comédia que foi mais do que intermitentemente O.K.". Richard Lawson, da Vanity Fair, sentiu que sua personagem não tinha "nenhum encorajamento ou motivação real", mas "é uma confirmação de que o talento e o charme de McAdams não se perde no filme, comprovando-se com um brilho pateta em todas as cenas". Em uma cena de fuga, a atriz realizou seus próprios movimentos, recusando dublês. Ela recebeu uma nomeação aos Critics' Choice de Melhor Atriz de Comédia em Cinema. Em seguida, ainda em 2018, contracenou com Rachel Weisz no drama romântico Disobedience, baseado no romance de Naomi Alderman de mesmo nome. O filme recebeu críticas positivas, as quais se voltaram para o desempenho de ambas atrizes, com Manohla Dargis, em sua crítica ao The New York Times, afirmando que McAdams "faz um trabalho adorável ao transmitir [as emoções de] uma mulher angustiada com sua situação existencial". Em 2020, ela co-estrelou com Will Ferrell em Eurovision Song Contest: The Story of Fire Saga.
McAdams reprisou o papel de Christine Palmer na sequência de super-heróis Doutor Estranho no Multiverso da Loucura (2022) e, em seguida, estrelou Are You There God? It's Me, Margaret., pelo qual a atriz recebeu críticas positivas. Richard Lawson, da Vanity Fair, escreveu em sua crítica que McAdams "habilmente esboça um retrato completo e convincente de uma mulher da época", enquanto Lauren Mechling, para o The Guardian, ponderou que a personagem [interpretada por Rachel McAdams é uma revelação, nada como os enjoativos ou caricaturais artistas da lista A  [...] tendem a se tornar".
Ela deve fazer sua estreia na Broadway em 2024, ao estrelar a peça Mary Jane, de Amy Herzog.

## Filantropia

### Ativismo ambiental
Ao longo de sua carreira, McAdams colaborou com diversas causas e instituições ambientais e sociais. Ela criou e administrou, de 2007 a 2011, o site de estilo de vida sustentável GreenIsSexy.org com dois seus amigos. Sua casa é gerida por energia renovável e ela evita o uso de ar condicionado. A atriz passeia por Toronto de bicicleta, já que não possui um carro; apesar de que quando está em Los Angeles, dirige automóvel visto que é "uma cidade difícil de se pedalar". Em 2005, ela ajudou com esforço em partes da limpeza de Biloxi após a cidade ser devastada pelo Furacão Katrina. A atriz participou do evento Live Earth 2007, cujo objetivo foi conscientizar as pessoas sobre as mudanças climáticas. Durante a teleton do Canadá, ela pediu doações para enviá-las ao Haiti devido o terremoto de 2010. McAdams esteve envolvida nos esforços da Matter of Trust para estancar o vazamento de petróleo do Golfo do México.
Em 2011, ela apoiou o Foodstock, um protesto contra a proposta de uma mega pedreira de calcário em Melancthon, na província de Ontário, e participou da demonstração de estoque de alimentos na supracitada província. Em 2013, a atriz filmou dois vídeos promocionais para o Food & Water First Movement, cujo objetivo era preservar a agricultura e as nascentes de água em Ontário. No ano posterior, ela narrou o documentário "Take Me to the River", cuja finalidade foi investigar o que estava sendo feito para salvar importantes rios.

### Outras causas
Em 2006, McAdams participou do Grande Boicote Americano em Los Angeles, no qual protestou contra o Governo Federal dos Estados Unidos. Ela tem trabalhado com instituições de caridade, incluindo a Sunshine Foundation of Canada, a Associação de Alzheimer, a Campanha READ, e a United Way of Canada. Em dezembro de 2015, McAdams doou 75.000 dólares à instituição beneficente Nanny Angel Network, cujo objetivo é apoiar instituições de caridade para crianças em todo o Canadá.

## Vida pessoal
Pelo fato de não ter cidadania americana, McAdams possui um green card, que a permite desfrutar de praticamente todos os direitos de um cidadão natural dos Estados Unidos. Em seu tempo livre, ela mora com seu irmão mais novo, Daniel, em uma pequena cidade perto de Toronto. Sobre sua decisão de não se mudar permanentemente a Los Angeles, decisão que é contrária à da maioria de outros atores de sua idade, justificou: "Atuar é minha profissão, não é minha vida, minha vida é em Toronto. O mundo tornou-se tão pequeno na atualidade, e a maioria dos filmes não são filmados em Hollywood, então não faz sentido morar lá." Embora ela frequentemente assistisse novelas durante a adolescência, atualmente não tem televisão em casa porque está preocupada com o vício ela causa. A atriz também sofre de aerofobia e pratica kundalini yoga diariamente. Durante alguns anos, McAdams aderiu à dieta vegetariana, mas abandonou-a porque achava-a muito cansativa e exigente, e declarou: "Eu sou apenas um ser humano". A atriz, criada em ambiente humilde, confessou que, em vez de aumentar sua riqueza, prefere gastar dinheiro adquirindo novas experiências, viagens e culinárias diversas.
Depois de completar as filmagens de The Notebook, McAdams iniciou um relacionamento com seu colega de elenco Ryan Gosling. Ao desenrolar relação, eles planejaram casarem-se, mas esta durou três anos, de 2004 a fevereiro de 2007. No ano posterior, eles voltaram por um curto período antes de se separarem novamente; apesar de que ambos ainda mantêm contato com outro. Em 2009, ela teve um breve namoro com Josh Lucas. De 2010 a 2013, esteve em um relacionamento com o ator Michael Sheen, um colega de elenco do filme Midnight in Paris, a quem conheceu no set de filmagens em julho de 2010. "Ela é a melhor pessoa que conheço", disse Sheen em maio de 2011. Surgiram rumores de que ela estaria em romance com Taylor Kitsch. Em 2016, começou a namorar Jamie Linden, de quem deu à luz seu primeiro filho no dia 10 de abril de 2018.

## Na mídia

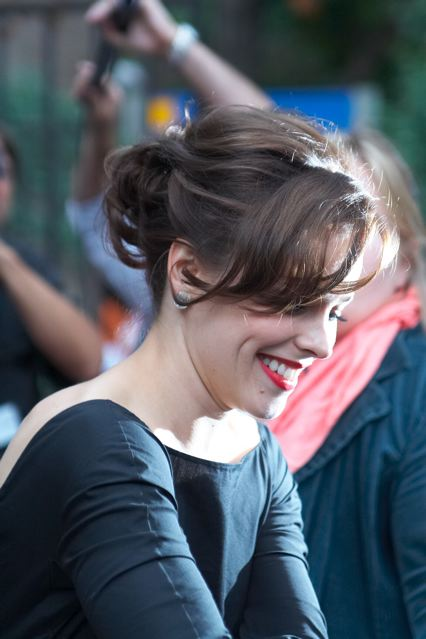
McAdams assinando autógrafos para fãs em setembro de 2007.

Algumas revistas, incluindo W, disseram que McAdams tem a imagem de uma "boa menina". Em 2004, após o avanço em sua carreira, ela foi considerada uma "estrela em ascensão" e a nova "Esta Menina", no entanto, a atriz não aceitou esse título. Também foi descrita como "a próxima Julia Roberts". O sucesso nas bilheterias dos filmes em que ela protagonizou fez com que algumas pessoas experientes na indústria cinematográfica previsse que a atriz estaria entre as maiores estrelas de cinema. Depois de um período de ausência no centro das atenções, causado por uma pausa na carreira e por alguns anos sem um filme que fosse um sucesso entre o público, Entertainmet Weekly publicou um artigo no qual afirmou que a pausa na carreira de McAdams tirou-lhe a oportunidade de ampliar-se ainda mais na profissão. O IndieWire observou que "parte do fascínio individual de McAdams decorre de seu atraente carisma, de suas adoráveis covinhas, olhos brilhantes e de seu confiante e agradável sorriso.
Em 2011, McAdams ficou em 20.º lugar na lista das Celebridades mais Amadas realizada pela agência de pesquisa de opinião E-Poll Research. Ainda no mesmo ano, a Men's Health nomeou-a uma das "100 Mulheres mais Atraentes" daquele ano, classificando-a na trigésima quinta colocação. Na publicação das 100 Mulheres Mais Sensuais do mundo, realizada pela FHM, McAdams ficou na 89.ª posição em 2006, 50.ª em 2008, 48.ª em 2010 e 63.ª no ano seguinte. Apareceu também na lista Hot 100 da revista Maxim no número 14 em 2005, 17 em 2006 e 55 em 2013. A atriz ocupou o 58.º lugar na lista Hot 100 do portal online LGBT "AfterEllen.com" em 2007. Repetiu a sua aparição nos anos seguintes, sendo votada como a 70.ª na publicação de 2008 e a 60.ª em 2010. O portal online direcionado ao público masculino AskMen.com colocou-a no 15.º lugar na lista das 99 mulheres mais desejadas de 2007, no 37.º em 2008 e 35.º em 2011. A revista Empire classificou-a em 68.º lugar na lista das "100 Estrelas de Cinema Mais Sensuais de Sempre" realizada em 2007, e foi novamente incluída na publicação em 2013, tendo sido votada como a número 45. Em 2009, posicionou-se na terceira classificação das atrizes mais rentáveis de Hollywood, segundo dados da revista Forbes.
Após as acusações de abuso sexual contra Harvey Weinstein em 2017, McAdams acusou o diretor James Toback de tê-la assediado quando ela tinha apenas 21 anos enquanto realizava um teste de elenco. "Quando cheguei à reunião, ele imediatamente me disse que tinha se masturbado pensando em mim múltiplas vezes desde que viu meu teste. Ele foi ao banheiro e voltou um tempo depois, dizendo: 'Acabei de me masturbar de novo pensando em você. Posso ver seus pelos pubianos?'. Eu disse não, é claro". Por ter tornado o caso público, a revista Time nomeou-a uma das "Pessoas do Ano".

## Filmografia
McAdams tem variados créditos na televisão e no cinema. Seu primeiro trabalho como atriz foi na série Shotgun Love Dolls em 2001, na qual interpretou Beth Swanson no episódio piloto. Logo depois, ela apareceu no episódio "Food for Thought" de The Famous Jett Jackson, no papel de Hannah Grant. Em 2002, estreou no filme My Name is Tanino, seguido de um papel principal em Perfect Pie. Seu primeiro papel em Hollywood foi no filme The Hot Chick (2002), que recebeu avaliações negativas. Em 2004, a atriz ganhou reconhecimento e elogios dos críticos cinematográficos por suas atuações em Mean Girls e The Notebook, os quais foram um sucesso de crítica e bilheteira. No ano seguinte, repetiu o feito com os filmes Wedding Crashers e Red Eye. Após uma interrupção na carreira, estrelou filmes de sucessos como Sherlock Holmes (2009), Midnight in Paris (2011), Sherlock Holmes: A Game of Shadows (2011), The Vow (2012), About Time (2013), The Little Prince (2015), Spotlight (2015) e Doctor Strange (2016), seu filme de maior bilheteria até à data. Na televisão, teve papéis em The Famous Jett Jackson (em 2001), Earth: Final Conflict (2002), Slings & Arrows (de 2003–05) e em True Detective (2015), pela qual recebeu elogios críticos.

### Filmes
| Ano  | Título Original                                 | Papel                           |
| ---- | ----------------------------------------------- | ------------------------------- |
| 2002 | My Name is Tanino                               | Sally Garfield                  |
| 2002 | Perfect Pie                                     | Patsy Grady                     |
| 2002 | The Hot Chick                                   | Jessica Spencer / Clive Maxtone |
| 2004 | Mean Girls                                      | Regina George                   |
| 2004 | The Notebook                                    | Allison "Allie" Hamilton        |
| 2005 | Wedding Crashers                                | Claire Cleary                   |
| 2005 | Red Eye                                         | Lisa Reisert / Wendy            |
| 2005 | The Family Stone                                | Amy Stone                       |
| 2007 | Married Life                                    | Kay Gunther                     |
| 2008 | The Lucky Ones                                  | Colee Dunn                      |
| 2009 | State of Play                                   | Della Frye                      |
| 2009 | The Time Traveler's Wife                        | Clare Abshire                   |
| 2009 | Sherlock Holmes                                 | Irene Adler                     |
| 2010 | Morning Glory                                   | Becky Fuller                    |
| 2011 | Midnight in Paris                               | Inez                            |
| 2011 | Sherlock Holmes: A Game of Shadows              | Irene Adler                     |
| 2012 | The Vow                                         | Paige                           |
| 2012 | Passion                                         | Christine Stanford              |
| 2012 | To the Wonder                                   | Jane                            |
| 2013 | About Time                                      | Mary                            |
| 2014 | A Most Wanted Man                               | Annabel Richter                 |
| 2015 | Every Thing Will Be Fine                        | Kate                            |
| 2015 | The Little Prince                               | Mãe (voz)                       |
| 2015 | Aloha                                           | Tracy                           |
| 2015 | Southpaw                                        | Maureen Hope                    |
| 2015 | Spotlight                                       | Sacha Pfeiffer                  |
| 2016 | Doctor Strange                                  | Christine Palmer                |
| 2017 | Disobedience                                    | Esti Kuperman                   |
| 2018 | Game Night                                      | Annie                           |
| 2020 | Eurovision Song Contest: The Story of Fire Saga | Sigrit                          |
| 2021 | Sherlock Holmes 3                               | Irene Adler                     |
| 2022 | Doctor Strange in the Multiverse of Madness     | Christine Palmer                |
| 2023 | Are You There God? It's Me, Margaret.           | Barbara Simon                   |

### Televisão
| Ano  | Título                  | Papel              | Notas                        |
| ---- | ----------------------- | ------------------ | ---------------------------- |
| 2001 | Shotgun Love Dolls      | Beth Swanson       | Episódio piloto              |
| 2001 | The Famous Jett Jackson | Hannah Grant       | Episódio: "Food for Thought" |
| 2002 | Guilt by Association    | Danielle Mason     | Telefilme                    |
| 2002 | Earth: Final Conflict   | Christine Bickwell | Episódio: "Atavus High"      |
| 2003 | Slings and Arrows       | Kate McNeil        | 7 episódios (2003-2005)      |
| 2015 | True Detective          | Ani Bezzerides     | 8 episódios                  |

## Prêmios e indicações
Ao longo de sua carreira, McAdams já venceu e foi nomeada a diversos prêmios, notavelmente suas nomeações para o Oscar de Melhor Atriz Coadjuvante (2015), BAFTA (2006), aos Prêmios Screen Actors Guild (2012 e 2016), Prêmios Escolha dos Críticos de Cinema (2016) e Prêmios Satellite (2006, 2011 e 2016). Ela venceu os Prêmios Gemini de Melhor Atriz Coadjuvante em uma Série Dramática (2004), Prêmios Escolha dos Críticos de Cinema de Melhor Elenco em Cinema (2016), o Prêmio Screen Actors Guild para Melhor Elenco em Cinema (2016), Independent Spirit Awards (2016), Prêmios Satellite (2016) e o Prêmio Washington D.C. Area Film Critics Association de Elenco (2015). McAdams também foi nomeada aos Prêmios Teen Choice por dezenove vezes, das quais venceu seis; para o MTV Movie Awards, sete vezes, vencendo três; aos Prêmios People's Choice recebeu três nomeações.